# حديقة سنيك رينج الوطنية
سنيك رينج هي حديقة وطنية في ولاية كوينزلاند، أستراليا، 665 كم شمال غرب بريزبان.